# Baby (revistă)
Baby este o revistă pentru părinți din România, lansată în ianuarie 2007 de grupul de presă Edipresse AS România.
Publicația, tipărită în format de buzunar, conține informații și articole despre sănătatea și dezvoltarea copilului, viața de cuplu și divertisment în familie.
Revista „baby” conține informații pe teme precum fertilitatea, preconcepția, sarcina, nașterea, copii și bebeluși, feminin, timp liber, baby meniu, nume de copii, horoscop, adrese utile, albume foto.
Declarația redactorului șef al revistei „baby”, Simona Calancea Dumitrașcu, despre motivația unei asemenea publicații:
„Atunci mi-am dorit să existe o revistă de unde să aflu toate aceste informații, ca de la părinte la părinte. Dorința mi-a fost îndeplinită: anul trecut s-a „născut” revista „baby” și mă bucur să știu că a devenit deja indispensabilă celor care sunt părinți sau care, în așteptarea bebelușului, au prea multe întrebări și prea puține răspunsuri.”—Simona Calancea Dumitrașcu